# Pangodi järv
Pangodi järv är en sjö i Estland.   Den ligger i landskapet Tartumaa, i den södra delen av landet, 170 km sydost om huvudstaden Tallinn. Pangodi järv ligger 107 meter över havet. Arean är 0,65 kvadratkilometer. I omgivningarna runt Pangodi järv växer i huvudsak blandskog. Den sträcker sig 1,5 kilometer i nord-sydlig riktning, och 1,4 kilometer i öst-västlig riktning.